# 前野義康
前野 義康（まえの よしやす、享禄3年（1530年） - 慶長14年（1609年））は、戦国時代/安土桃山時代から江戸時代までの武将。通称：喜左衛門。

## 人物
義康は、尾張国の土豪・前野家の前野義高の次男に享禄3年（1530年）に生まれる。前野喜左衛門義康を名乗った。織田信雄に仕え、信雄家老で従兄弟の小坂雄吉の奉行役となる。小牧・長久手の戦いの際には、織田・徳川連合軍側について最前線の砦である五丁堀砦を手勢300名で守る。この砦には五丁（約545m）の堀があった為この名がついたとされている。五丁堀砦は前野村八屋敷のすぐ北に隣接していた。

## 氏族
前野氏は、桓武天皇皇子の良岑安世を始祖とする良岑氏の系統で、良岑高成（立木田高成）の子である前野高長が尾張国丹羽郡前野村（現在の愛知県江南市前野町〜大口町辺り）に移り住んで前野を自称し、その曽孫である前野時綱が正式に名乗ったのが始まりとされている。